# Реброплави
Реброплави (Ctenophora) — тип морських справжніх багатоклітинних тварин.
Тіло (довжина 2 мм — 1,5 м) найчастіше мішкоподібне, радіально-симетричне, двопроменеве, драглисте і прозоре. На відміну від кнідарій, реброплави не мають жалких клітин. У більшості видів є пара мацалець з клейкими клітинами, за допомогою яких вони захоплюють їжу (дрібні організми планктону, ікра, іноді мальки риб тощо). Вільноплаваючі, рідше плазуючі або сидячі організми. Пересуваються за допомогою 8 рядів меридіонально розташованих гребних пластинок, що сидять на потовщеннях тіла — так званих ребрах (звідси й назва типу).
Реброплави — гермафродити, розмноження статеве, життєвий цикл без метаморфозу. Тип включає 2 класи з 6 рядами, що об'єднують близько 90 видів, поширених у всіх морях планети.
Мацаки реброплавів мають особливі типи клітин, характерні тільки для цих тварин